# Midwest League
Midwest League (MWL) är en professionell basebolliga. Den är en farmarliga till Major League Baseball (MLB), på den tredje högsta nivån (High-A) inom Minor League Baseball (MiLB).
Ligan består av tolv klubbar, vilka ligger i mellanvästra USA.
Den mest framgångsrika klubben genom tiderna är Wisconsin Timber Rattlers med nio ligatitlar.

## Historia

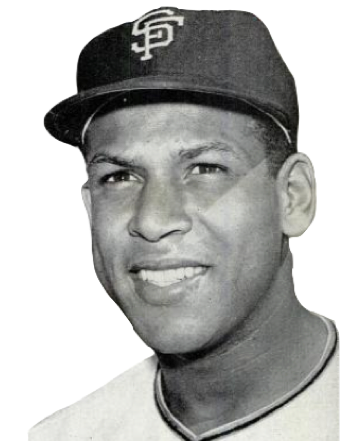
Orlando Cepeda spelade i Mississippi-Ohio Valley League 1955.

Ligan grundades 1947, och samma år spelades den första säsongen. Då hette ligan Illinois State League och bestod av sex klubbar, vilka var från Belleville, Centralia, Marion, Mattoon, Mount Vernon och West Frankfort i Illinois. Ligan klassades från början på nivå D.
När en klubb flyttades till Kentucky 1949 ändrades ligans namn till Mississippi-Ohio Valley League. Ligan var fortsatt klassad på nivå D. 1954 fick ligan för första gången klubbar i Iowa. Den framtida National Baseball Hall of Fame-medlemmen Orlando Cepeda spelade i ligan under den här tiden.
Ligan ändrade namn igen 1956, nu till Midwest League, vilket är det namn som ligan haft sedan dess (förutom 2021). Bakgrunden var ännu en klubbflytt, denna gång till Indiana. Fortfarande var ligan en D-liga, men nivån på spelet höjdes avsevärt 1962, när tre klubbar från en högre rankad liga, Illinois-Indiana-Iowa League (Three-I League), som lagts ned, gick med i Midwest League. I och med det hade ligan tio klubbar. Året efter det omorganiserades MiLB och ligan uppgraderades till nivå A, den tredje högsta nivån. 1964 arrangerade ligan för första gången en all star-match.
Antalet klubbar i ligan minskade från tio till åtta 1977, men ökade till tolv 1982. Då passerade den totala publiksiffran för första gången en miljon åskådare. Därefter utökades ligan ytterligare till 14 klubbar 1988. När den nya tredje högsta nivån inom MiLB, A-Advanced, infördes 1990 var Midwest League inte en av ligorna som fick denna klassifikation, utan ligan blev kvar på nivå A, som därefter var den fjärde högsta nivån. Publiken fortsatte ändå att strömma till så att över två miljoner åskådare registrerades 1994 och över tre miljoner 1996. Under 1990-talet flyttades många klubbar från små städer till större och ligans fokus försköts österut. En del arenor renoverades och klubbarna försökte distansera sig från sina moderklubbar genom att anta egna unika smeknamn.
Midwest League fortsatte att blomstra under 2000-talet, då ligan varje år hade en publiksiffra som översteg tre miljoner, större än flera ligor högre upp i systemet. En del av förklaringen var att flera nya arenor byggdes kombinerat med omfattande marknadsföring från klubbarnas sida. 2010 utökades ligan till 16 klubbar i och med att två klubbar flyttades över från South Atlantic League, och då kom för första gången över fyra miljoner åskådare till ligans matcher. Publikrekordet sattes 2015 med 4 233 904 åskådare totalt.
Hela 2020 års säsong av MiLB, inklusive Midwest League, ställdes in på grund av covid-19-pandemin. I februari 2021 genomförde MLB en stor omorganisation av MiLB som bland annat innebar att de gamla liganamnen ersattes av nya. För Midwest Leagues del innebar omorganisationen att ligan flyttades upp en nivå till den nya nivån High-A, fick namnet High-A Central och minskades från 16 klubbar till tolv. Av de fyra som inte fick vara kvar flyttades en över till South Atlantic League (med det tillfälliga namnet High-A East) och tre fick inte plats i någon liga inom MiLB. Av de sistnämnda klubbarna gick en över till American Association (independent league) och två gick över till amatörligan Prospect League. Efter att ha haft namnet High-A Central 2021 återfick ligan namnet Midwest League 2022 efter det att MLB förvärvat rättigheterna till de gamla liganamnen.

## Klubbar
Midwest League består av tolv klubbar, som är indelade i två divisioner:
| Klubb                     | Stad                             | Moderklubb          |
| East Division             | East Division                    | East Division       |
| ------------------------- | -------------------------------- | ------------------- |
| Dayton Dragons            | Dayton, OH                       | Cincinnati Reds     |
| Fort Wayne Tincaps        | Fort Wayne, IN                   | San Diego Padres    |
| Great Lakes Loons         | Midland, MI                      | Los Angeles Dodgers |
| Lake County Captains      | Eastlake, OH                     | Cleveland Guardians |
| Lansing Lugnuts           | Lansing, MI                      | Oakland Athletics   |
| West Michigan Whitecaps   | Grand Rapids (Comstock Park), MI | Detroit Tigers      |
| West Division             |                                  |                     |
| Beloit Sky Carp           | Beloit, WI                       | Miami Marlins       |
| Cedar Rapids Kernels      | Cedar Rapids, IA                 | Minnesota Twins     |
| Peoria Chiefs             | Peoria, IL                       | St. Louis Cardinals |
| Quad Cities River Bandits | Davenport, IA                    | Kansas City Royals  |
| South Bend Cubs           | South Bend, IN                   | Chicago Cubs        |
| Wisconsin Timber Rattlers | Appleton (Grand Chute), WI       | Milwaukee Brewers   |

## Spelformat
Grundserien består av 132 matcher och varar från början av april till mitten av september. Matchserierna består oftast av sex matcher som spelas tisdagar till söndagar med speluppehåll på måndagar. Klubbarna spelar oftare mot klubbarna i samma division än mot klubbarna i den andra divisionen.
Grundserien är indelad i två halvor och till slutspel går vinnarna i båda divisionerna i båda halvorna, alltså totalt fyra klubbar. Om samma klubb vinner båda halvorna går från den divisionen den klubb till slutspel som var näst bäst sett över hela säsongen. I semifinalerna möts de två klubbarna från samma division i ett bäst-av-tre-format och även finalen spelas i detta format.

## Kända spelare

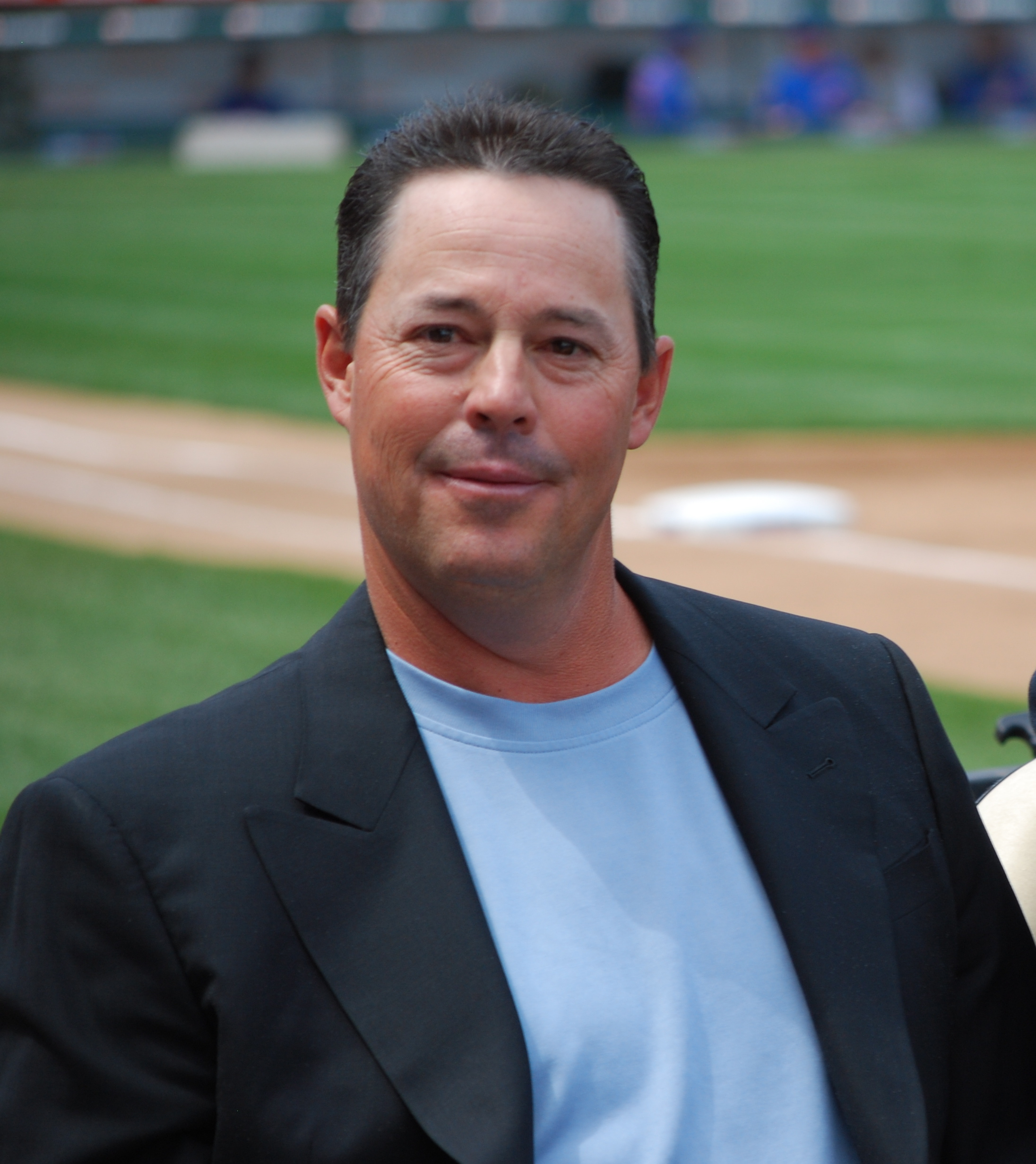
Greg Maddux spelade i Midwest League 1985.

Till och med 2022 har 13 före detta spelare i ligan blivit invalda i National Baseball Hall of Fame:
- Harold Baines
- Orlando Cepeda
- Carlton Fisk
- Goose Gossage
- Trevor Hoffman
- Greg Maddux
- Juan Marichal
- Edgar Martínez
- Paul Molitor
- David Ortiz
- Ted Simmons
- Bruce Sutter
- Larry Walker